# The Shinee World
The SHINee World – pierwszy album studyjny południowokoreańskiej grupy SHINee, wydany 29 sierpnia 2008 roku. Osiągnął 3 pozycję na listach przebojów w Korei Południowej, sprzedając się w ilości 49 864 egzemplarzy (stan na wrzesień 2008).

## Lista utworów
| Nr  | Tytuł                                                                          | Słowa                                                                                   | Muzyka                                                              | Czas |
| --- | ------------------------------------------------------------------------------ | --------------------------------------------------------------------------------------- | ------------------------------------------------------------------- | ---- |
| 1.  | "The SHINee World (Doo-Bop)"                                                   | Yoo Young-jin                                                                           | Yoo Young-jin                                                       | 3:55 |
| 2.  | "Sarangui Gil (Love’s Way)" (kor. 사랑의 길 (Love’s Way))                      | Wheesung                                                                                | Alex Cantrall (Xperimental Music)                                   | 3:29 |
| 3.  | "Sanso Gateun Neo (Love like Oxygen)" (kor. 산소 같은 너 (Love like Oxygen))   | Kwon Yoon-jung, Kim Young-hu (Xperimental Productions), Sigvardt, Lucas Secon, Troelsen | Mikkel Remee Sigvardt, Lucas Secon, Thomas Troelsen, Cho Yong-Hun   | 3:02 |
| 4.  | "Neo Animyeon Andoeneun Geol (ROMANTIC)" (kor. 너 아니면 안되는 걸 (ROMANTIC)) | Lee Yun-jae                                                                             | Lee Yun-jae                                                         | 4:55 |
| 5.  | "Geunyeoga Heeojyeotda (One for Me)" (kor. 그녀가 헤어졌다 (One for Me))       | Wheesung                                                                                | Alex Cantrall (Xperimental Music)                                   | 3:25 |
| 6.  | "Hwajangeul Hago (Graze)" (kor. 화장을 하고 (Graze))                           | Kim Jung-bae                                                                            | Kenzie                                                              | 3:37 |
| 7.  | "Majimak Seonmul (Last Gift)" (kor. 마지막 선물 (Last Gift))                   | The Lighthouse (Xperimental Productions)                                                | Kater D (Xperimental Music), Kim Tae-sung (Xperimental Productions) | 3:53 |
| 8.  | "Nae Gyeoteman Isseo (Best Place)" (kor. 내 곁에만 있어 (Best Place))          | Hong Suk, Park Hae-hyung                                                                | Hong Suk                                                            | 3:44 |
| 9.  | "Hyeya (Y Si Fuera Ella)" (kor. 혜야 (Y Si Fuera Ella))                        | Kenzie, Alejandro Sanz                                                                  | Kenzie, Alejandro Sanz                                              | 5:15 |
| 10. | "Nuneul Gamabomyeon (Four Seasons)" (kor. 눈을 감아보면 (Four Seasons))        | Jang Yeon-jung, Kim Tae-sung (Xperimental Productions)                                  | Martin Kember (Xperimental Music)                                   | 4:06 |
| 11. | "In My Room (Unplugged Mix)"                                                   | Kim Young-hu (Xperimental Productions)                                                  | Kater D, Kim Tae-sung (Xperimental Productions)                     | 4:25 |
| 12. | "Noona Neomu Yeppeo (Replay)"                                                  | Kim Young-hu (Xperimental Productions)                                                  | The Heavyweights                                                    | 3:34 |

## Amigo
29 października 2008 roku album został wydany ponownie pod nowym tytułem Amigo i zawierał dodatkowo trzy nowe utwory: Forever or Never, remiks utworu Sa.Gye.Han (Love Should Go On) (kor. 사.계.한) oraz Amigo (kor. 아.미.고 A.mi.go.). Od swojej premiery płyta sprzedała się w ilości ponad 100 tysięcy kopii.
| Nr  | Tytuł                                                                    | Słowa                                                  | Muzyka                                                              | Czas |
| --- | ------------------------------------------------------------------------ | ------------------------------------------------------ | ------------------------------------------------------------------- | ---- |
| 1.  | "A.Mi.Go." (kor. 아.미.고 (Amigo))                                       | Yoo Young-jin                                          | JV, Sean Alexander, Gabe Lopez, Rebel (Xperimental Music)           | 2:58 |
| 2.  | "Forever or Never"                                                       | Lim Seo-hyun                                           | Mikkel Remee Sigvardt, Thomas Troelsen                              | 3:06 |
| 3.  | "Sanso Gateun Neo" (kor. 산소 같은 너 (Love Like Oxygen))                | Kwon Yoon-jung, Young-hu Kim (Xperimental Productions) | Mikkel Remee Sigvardt, Lucas Secon, Thomas Troelsen, Cho Yong-hoon  | 3:02 |
| 4.  | "Sa.Gye.Han" (kor. 사.계.한 (Plugged by DJ Oneshot) (Love Should Go On)) | Lee Yun-jae                                            | Lee Yun-jae, DJ Oneshot                                             | 3:20 |
| 5.  | "Noona Neomu Yeppeo" (kor. 누난 너무 예뻐 (Replay))                      | Kim Young-hu (Xperimental Productions)                 | The Heavyweights, Yoo Young-jin                                     | 3:34 |
| 6.  | "Neo Animyeon Andoeneun Geol" (kor. 너 아니면 안되는 걸 (Romantic))      | Yoo Young-jin                                          | Yoo Young-jin                                                       | 4:54 |
| 7.  | "Sarangui Gil" (kor. 사랑의 길 (Love’s Way))                             | Wheesung                                               | Alex Cantrall (Xperimental Music)                                   | 3:29 |
| 8.  | "Geunyeoga Heeojyeotda" (kor. 그녀가 헤어졌다 (One For Me))              | Wheesung                                               | Alex Cantrall (Xperimental Music)                                   | 3:26 |
| 9.  | "Hwajangeul Hago" (kor. 화장을 하고 (Graze))                             | Kim Jung-bae                                           | Kenzie                                                              | 3:37 |
| 10. | "Majimak Seonmul" (kor. 마지막 선물 (Last Gift) (In My Room-Prelude))    | The Lighthouse (Xperimental Productions)               | Kater D (Xperimental Music), Kim Tae-sung (Xperimental Productions) | 3:37 |
| 11. | "Nae Gyeoteman Isseo" (kor. 내 곁에만 있어 (Best Place))                 | Hong Suk, Park Hae-hyung                               | Hong Suk                                                            | 3:44 |
| 12. | "Hyeya" (kor. 혜야 (Y Si Fuera Ella))                                    | Kenzie                                                 | Alejandro Sanz, Kenzie                                              | 5:14 |
| 13. | "Nuneul Gamabomyeon" (kor. 눈을 감아보면 (Four Seasons))                 | Jang Yeon-jung, Kim Tae-sung (Xperimental Productions) | Martin Kember (Xperimental Music)                                   | 4:27 |
| 14. | "In My Room (Unplugged Remix)"                                           | Kim Young-hu (Xperimental Productions)                 | Kater D (Xperimental Music), Kim Tae-sung (Xperimental Productions) | 4:25 |
| 15. | "The SHINee World (Doo-Bop)"                                             | Yoo Young-jin                                          | Yoo Young-jin                                                       | 3:54 |